# Strontium-89
Strontium-89 of 89Sr is een onstabiele radioactieve isotoop van strontium, een aardalkalimetaal. De isotoop komt van nature niet op Aarde voor.
Strontium-89 ontstaat onder meer bij het radioactief verval van rubidium-89.

## Radioactief verval
Strontium-89 vervalt door β−-verval tot de stabiele isotoop yttrium-89:
{\displaystyle {\ce {{^{89}_{38}Sr}->{^{89}_{39}Y}+{e^{-}}+{\bar {\nu }}_{e}}}}
De halveringstijd bedraagt 50,5 dagen.

## Toepassingen
Strontium-89 wordt gebruikt bij de behandeling van botkanker, omdat strontium op gelijkaardige manier als calcium wordt gemetaboliseerd in het lichaam. Het ingenomen radioactief strontium wordt namelijk vlot ingebouwd in het bot.
73Sr · 74Sr · 75Sr · 76Sr · 77Sr · 78Sr · 79Sr · 80Sr · 81Sr · 82Sr · 83Sr · 83mSr · 84Sr · 85Sr · 85mSr · 86Sr · 86mSr · 87Sr · 87mSr · 88Sr · 89Sr · 90Sr · 91Sr · 92Sr · 93Sr · 94Sr · 95Sr · 96Sr · 97Sr · 97m1Sr · 97m2Sr · 98Sr · 99Sr · 100Sr · 101Sr · 102Sr · 103Sr · 104Sr · 105Sr · 106Sr · 107Sr